# The Next Tenants
The Next Tenants (cu sensul de Următorii chiriași) este o povestire științifico-fantastică scrisă de Arthur C. Clarke prima oară publicată în 1956. A fost inclusă în volumul de povestiri Tales from Planet Earth publicat de Bantam Books în 1990 .
Arthur C. Clark descrie mici mașinării, care funcționează la o scară de o milionime de metru (microni). Deși aceste mașini nu sunt la o scară de o miliardime dintr-un metru (nanometru), aceste mașinării sunt primul exemplu fictiv a ceea ce astăzi este asociat cu nanotehnologia. 

## Povestea
Pe o insulă singuratică undeva în Oceanul Pacific, un om de știință izolat este implicat în studierea comportamentului social al termitelor - numai că adevărata poveste devine un pic mai profundă.
Gândindu-se că, în esență, umanitatea este o colonie de celule proaste, acest om vrea sa facă o colonie de termite inteligente din termite proaste individuale! Simțind că umanitatea nu are niciun viitor, vrea ca cineva să primească moștenirea noastră - astfel că noile super-termite se potrivesc proiectului său.